# نباتية بيئية

الخضار من الأغذية النباتية.

النباتية البيئية هي الممارسة النباتية أو ممارسة نظام غذائي يعتمد على النباتات استنادًا إلى المؤشرات التي تقوم بها الصناعات القائمة على الحيوان باعتبارها مدمرة بيئيًا أو غير مستدامة بيئيًا. فالملوثات البيئية الأساسية بالإضافة إلى المنتجات الحيوانية ملوثة للبيئة - بما في ذلك الغازات المسببة للاحتباس الحراري - واستخدام الموارد مثل الوقود الأحفوري والمياه والأرض.

## التأثير البيئي للمنتجات الحيوانية

وفقا لتقرير لمنظمة الأغذية والزراعة، فإن الزيادة المتوقعة في استهلاك المنتجات الحيوانية من قبل الناس الذين يعيشون في البلدان النامية ستجلب تحديات جديدة للزراعة العالمية.

وتنشأ  أربع أخماس الانبعاثات الزراعية من قطاع الثروة الحيوانية. وتتراوح التقديرات المتعلقة بانبعاثات الغازات المسببة للاحتباس الحراري إلى قطاع المنتجات الحيوانية من 18٪ إلى 51٪ من إجمالي الانبعاثات العالمية.
وقد تم نشر دراسة عام 2017 نشرت في مجلة موازنة وإدارة الكربون - وهي مجلة تدرس دورة الكربون العالمية- وجد أن انبعاثات الميثان العالمية للزراعة الحيوانية هي أعلى بنسبة 11٪ من التقديرات السابقة التي تستند إلى بيانات من الفريق الحكومي الدولي المسئول عن تغييرات المناخ.
وخلصت دراسة في التغير المناخي إلى أنه «إذا كانت الوجبات الغذائية المتوسطة بين البالغين في المملكة المتحدة مطابقة لتوصيات منظمة الصحة العالمية، فإن انبعاثات الغازات المسببة للاحتباس الحراري المرتبطة بها ستنخفض بنسبة 17٪. ويمكن تحقيق تخفيضات أخرى في انبعاثات الغازات المسببة للاحتباس الحراري بنسبة 40٪ عن طريق إجراء تعديلات واقعية على الأنظمة الغذائية»  بحيث أنها تحتوي على عدد أقل من المنتجات الحيوانية والوجبات الخفيفة المصنعة  تحتوي على المزيد من الفواكه والخضروات والحبوب.
ووفقًا لتقرير منظمة الأغذية والزراعة للأمم المتحدة لعام 2006، فإن الزراعة الحيوانية تساهم في نطاق واسع للاحتباس الحراري العالمي وتلوث الهواء وتدهور الأراضي واستخدام الطاقة وإزالة الغابات وانخفاض التنوع البيولوجي.
يقدر تقرير منظمة الأغذية والزراعة أن قطاع الثروة الحيوانية (بما في ذلك الدواجن) والذي يوفر (الطاقة الحيوانية والجلود والصوف والحليب والبيض والأسمدة والأدوية وغيرها، بالإضافة إلى اللحم) يسهم بنحو 18 في المائة من انبعاثات الغازات المسببة للاحتباس الحراري التي يتم التعبير عنها كأنه 100 عام من ثاني أكسيد الكربون، استند هذا التقدير إلى تحليل دورة الحياة، بما في ذلك إنتاج الأعلاف وتغييرات استخدام الأراضي وما إلى ذلك.
وانتهى تقرير منظمة الأغذية والزراعة إلى أن «قطاع الثروة الحيوانية يبرز كواحد من أهم اثنين أو ثلاثة قطاعات من المساهمين الأكثر أهمية في المشكلات البيئية الأكثر خطورة، على جميع الأصعدة من المستوى المحلي إلى المستوى العالمي».
على سبيل المثال، يقدر تقرير منظمة الأغذية والزراعة أن منشأ  37 في المائة من انبعاثات الميثان العالمية البشرية هو قطاع الثروة الحيوانية، ويشير موجز ناسا إلى أنه حوالي 30 في المائة فقط.
بسبب مضاعف الاحتباس الحراري، سيكون لهذا الفرق بين التقديرات تأثير كبير على تقدير مكافئات ثاني أكسيد الكربون التي يساهم بها قطاع الثروة الحيوانية. وتمثل مصادر الثروة الحيوانية (بما في ذلك التخمر المعوي والسماد) حوالي 3.1 في المائة من انبعاثات الغازات المسببة للاحتباس الحراري البشرية، ويستند هذا التقدير إلى المنهجيات التي وافق عليها مؤتمر الأطراف في اتفاقية الأمم المتحدة الإطارية بشأن تغير المناخ.
وجاء في تقرير 2010 الصادر عن الفريق الدولي لإدارة الموارد المستدامة التابع لبرنامج الأمم المتحدة للبيئة: «من المتوقع أن تزداد الآثار المترتبة على الزراعة زيادة كبيرة بسبب النمو السكاني وزيادة استهلاك المنتجات الحيوانية، وعلى عكس الوقود الحفري، فمن الصعب البحث عن بدائل: لأنه يجب على الناس تناول الطعام، ولن يكون من الممكن حدوث انخفاض كبير في التأثيرات إلا بتغيير غذائي كبير على مستوى العالم، بعيدًا عن المنتجات الحيوانية».
وفقا لعلماء جامعة كورنيل: «الاعتماد الكبير على الطاقة الحفرية يشير إلى أن نظام الغذاء في الولايات المتحدة، سواء كان أساسه اللحم أو النبات، فهو غير مستدام».
وقد نصح أحد علماء كورنيل بأن الولايات المتحدة يمكن أن تغذي 800 مليون شخص بالحبوب التي تأكلها الماشية «يصور تربية الماشية التي تعتمد على الحبوب باعتبارها طريقة مكلفة وغير قابلة للاستمرار لإنتاج بروتين حيواني»

## الانتقادات
وقد جادل بيل موليسون دورة تصميم الاستزراع المعمر أن النباتيين يفاقمان تآكل التربة، وذلك لأن إزالة النبات من الحقل يزيل جميع العناصر الغذائية التي حصل عليها من التربة، في حين أن إزالة الحيوان يترك التربة سليمة، وفي الأراضي الزراعية في الولايات المتحدة، يرتبط تآكل التربة بالمراعي المستخدمة لرعي المواشي من الأراضي المستخدمة لإنتاج المحاصيل.
ومع ذلك، يتم استخدام العديد من المحاصيل لإطعام الماشية في صناعة اللحوم، وقد طور روبرت هارت أيضًا زراعة الغابات، التي تم اعتمادها منذ ذلك الحين كعنصر مشترك لتصميم الزراعة المستدامة، كنظام مستدام لإنتاج النباتات يعتمد على النباتات.
يدعي بعض نشطاء البيئة أن تبني نظام غذائي نباتي قد يكون وسيلة للتركيز على الأفعال الشخصية والإيماءات الصالحة بدلًا من التغيير المنهجي، يقول عالم البيئة ديف رايلي إن «أن يعيش الإنسان بلا لحوم  يبدو بسيطًا بشكل مقارنة بما حولنا من دمار بيئي»
ويؤكد آخرون أن «النظام النباتي يهدر الأراضي المتاحة التي كان يمكن استخدامها لولا ذلك لإطعام المزيد من الناس»، ولكنه هذا التوجه لا يزال يستنتج أن الحمية النباتية الصديقة للألبان هي الأكثر استدامة بالمقارنة مع 9 أنظمة أخرى، بعضها متأثر بالنباتيين أكثر من غيرها.